# Stathmós (Évros)
Stathmós (grec moderne : Σταθμός) est une localité située dans le dème de Didymotique, dans le district régional d'Évros, dans la periphérie de Macédoine-Orientale-et-Thrace, en Grèce.
La localité appartient à la communauté municipale de Pýthio. Selon le recensement de 2021, elle compte compte sept habitants.